# Anton Lupan
Anton Lupan este unul din personajele principale ale romanului Toate pânzele sus! de Radu Tudoran.

## Prezentarea personajului
Reîntors în țară, după ce studiase ingineria în Franța, Anton Lupan caută urmele goeletei L'Esperance, proprietatea sa și a prietenului său Pierre Vaillant, coleg de facultate și prieten francez, originar din localitatea bretonă Saint-Malo. Atât Pierre Vaillant, cât și goeleta L'Esperance, „dispăruseră” misterios în urmă cu câțiva ani, în timp ce transportau ulei de măsline în bazinul estic al Mediteranei.
În cele din urmă, Anton Lupan găsește goeleta la Sulina pe o plajă pustie, în apropierea farului, eșuată și aproape complet acoperită de nisip. Povestea misterioasă și sumbră a paznicului farului, spusă de acesta lui Anton Lupan, pe când era beat, sugera un atac pirateresc asupra vasului și al echipajului său, executat de un pirat (împreună cu oamenii săi) cunoscut în Marea Neagră și Marea Egee ca Spânul.
Mobilizat puternic de amintitirile și țelul comun al lui Pierre și al său, de a merge pe urmele bunicului lui Pierre (care fusese timonier al vasului primei expediții - dar a doua a navei Beagle - a lui Charles Darwin), Lupan caută oameni pentru ansamblarea unui echipaj de oameni cunoscuți și necunoscuți. Împreună cu echipajul pe care îl formează, Anton Lupan readuce goeleta la viață și o redenumește Speranța, continuând visul comun al lui Pierre Vaillant și al său de a explora sudul Argentinei, o zonă din Țara de Foc, aflată între Canalul Beagle și Oceanul Atlantic.

## Apariție în film
În serialul de televiziune Toate pînzele sus (1976), rolul lui Anton Lupan a fost interpretat de Ion Besoiu.